# Лампедуза и Линоза
Лампеду̀за и Лино̀за (на италиански: Lampedusa e Linosa, на сицилиански Lampidusa e Linusa, Лампидуза е Линуза) е община в Южна Италия, провинция Агридженто, автономен регион Сицилия. Общината включва два главни острова, Лампедуза и Линоза (Lampedusa, Linosa) и един малък остров, Лампионе (Lampione). Административен общински център е село Лампедуза (Lampedusa). Това е най-южна община на Италия. Разположна е на 16 m надморска височина. Населението на общината е 6184 души (към 30 април 2009 г.).